# Alessandro Magnasco
Alessandro Magnasco (Gênova, 1667 - 1749), também chamado il Lissandrino (em português, "O Alexandrino"), foi um pintor do Rococó italiano, considerado o mais importante pintor genovês do século XVIII.
Alessandro Magnasco descende de uma antiga família genovesa, oriunda talvez de Milão. Seu pai, Stefano Magnasco, pintor de menor envergadura, evolui na esteira de Valerio Castello, que o formou. Não é contudo a seu pai e à cultura genovesa, mas a Milão e a Filippo Abbiati que Magnasco deve o essencial de sua formação. Neste primeiro período lombardo, o contato com Sebastiano Ricci acarretará uma notável inflexão em sua poética pictórica.
Artista intermitente, viveu em Florença entre 1703 e 1709, a convite do grão-duque Ferdinando da Toscana. É por volta deste período que irá abandonar sua retratística, dedicando-se à produção de telas com paisagens fantásticas e interiores repletos de personagens misteriosos. Sua atenção volta-se então para o campo, executando cenários rudes, repletos de ruínas e mendigos.
Em 1709 o artista retorna a Milão, onde permanecerá até 1735. Nesta segunda fase milanesa, irá se dedicar à produção de cenas melodramáticas, tendo como fundo paisagens castigadas pelo vento e por tormentas. Ruínas, conventos e mosteiros melancólicos, habitados por figuras pequenas e longilíneas: monges, freiras, ciganas, mercenários, feiticeiras, inquisidores irão povoar o imaginário de sua produção. Sua pintura é nervosa, vacilante e o jogo de luz produz interessantes efeitos macabros.
Não tardará para que o estilo de Magnasco o torne famoso em Milão, onde sua obra receberia ampla aceitação da crítica. Produziu intensamente ao longo de toda sua vida, ainda que suas obras sejam de difícil datação. Os críticos ainda hoje vacilam diante de suas telas, que misturam o macabro com o burlesco, numa simples descrição de um poderoso e arrebatador melodrama.
Já na velhice, Magnasco voltaria a Gênova, sua terra natal, completando lá sua obra visionária e transfigurada. Sua arte, mais tarde, viria a influenciar Marco Ricci e Francesco Guardi, servindo de inspiração para as futuras experiências pictóricas de caráter mais moderno, como as de Goya e Daumier.

## Galeria
Pinturas de Alessandro Magnasco
- Paisagem com Pastores (c. 1710-1730), Museu de Arte de São Paulo, São Paulo
- O Poeta e o Pássaro (1710-40) no MNAA, Lisboa
- Monges em Oração (1701-10) no MNAA, Lisboa
- São Francisco de Assis confortado pelo Anjo (1720-40), MNBA, Rio de Janeiro
- Tentação de Cristo (c. 1715) no Museu de Arte de Los Angeles

- A Pega Amestrada (1707-8) no Museu Metropolitano de Arte, NYC
- A Pausa dos Bandidos (c. 1710) no Hermitage, S. Petersburgo
- Banquete de Boda Cigana (1730-35) no Louvre, Paris
- Ressurreição de Lázaro (1715-40) no Rijksmuseum, Amesterdão
- Frades no Refeitório (1736-37) no Museu Cívico de Bassano del Grappa